# Леон Біллевич
Леон Біллевич (25 квітня 1870 р, село Вербичне — квітень 1940 р., Харків) — полковник піхоти Армії Російської імперії та бригадний генерал Війська Польського, жертва Катинської розправи.

## Життєпис
Леон Біллевич народився 25 квітня 1870 року в маєтку села Вербичне у Володимир-Волинському повіті Волинської губернії.
Закінчив Юнкерську школу в Києві та Офіцерську школу піхоти в Петербурзі. З 1893 р. офіцер російської піхоти. У 1900 р. брав участь у російській інтервенції в Китаї та війні з Японією 1904—1905 рр., командував ротою та батальйоном. Під час Першої світової війни командував піхотним полком на німецькому фронті. У 1915 р. важко поранений. Кілька місяців пролежав у шпиталі, потім повернувся на фронт.
Після Жовтневого перевороту залишив армію і вступив до 1-го польського корпусу під командуванням ген. Юзеф Довбор-Мусніцький. Спочатку він займався організаційними питаннями корпусу, а в квітні 1918 р. прийняв командування 6-м стрілецьким полком 2-ї стрілецької дивізії. Після розпуску 1-го корпусу в травні 1918 р. приїхав до країни, де брав активну участь у Польській Військовій Організації.
Як полковник 1-го колишнього Польського корпусу, рескриптом Регентської ради від 31 жовтня 1918 р. був приписаний до Війська Польського під її керівництвом із затвердженням звання. Призначений командувачем військового округу № IV Радома із завданням формування Радомського окружного піхотного полку. З січня 1919 року командував 11-м Великопольським стрілецьким полком 3-ї Великопольської стрілецької дивізії. У червні 1919 року з частиною полку пішов на Український фронт. У боях дійшов до річки Збруч. У вересні повернувся до Великої Польщі і почав службу на польсько-німецькій лінії розмежування. Під час війни з більшовиками з лютого 1920 командував XXXIV піхотною бригадою на Литовсько-Білоруському фронті.
1 травня 1920 р. Верховний головнокомандувач, перший маршал Польщі Юзеф Пілсудський указом L. 2126, виданим на підставі акту сейму від 2 серпня 1919 р. про встановлення старшинства та присвоєння офіцерських звань у польських збройних силах, затвердив його 1 квітня 1920 р. у званні генерал-лейтенанта.
24 червня 1920 р. разом із ген. Вінцентом Одинцем, командиром 17-го піхотного полку і ген. Адольфом Яном Кучевським, командиром XXXIII БП, був звільнений з посади і призначений на Збірну дільницю офіцерів у Варшаві. На початку вересня 1921 р. звільнений з посади начальника пункту обміну полонених у Барановичах. З березня 1921 р. комендант м. Брестя, а пізніше комендантом укріпрайону Берестя. Протягом останніх 4 років служби (з жовтня 1923 по квітень 1927) він був членом Офіцерського суду. 30 квітня 1927 р. у відставці. Після виходу на пенсію оселився в маєтку Вербічно.
У вересні 1939 року пішов добровольцем на службу до головнокомандувача в Бжесті над Бугем і був призначений командиром гарнізону в Дубно. Після радянського нападу евакуювався до Бережан, де разом із ген. Олександром Ковалевським командував зведеною оперативною групою. Там після бою він був схоплений радянськими військами 19 вересня в місті Журавно поблизу Стрия під час відходу групи до угорського кордону.
Ув'язнений у Старобельську НКВС. Убитий у Харкові. Похований на Польському військовому кладовищі в Харкові.
Указом Президента Республіки Польща Леха Качинського від 5 жовтня 2007 р. № 112-48-07 посмертно присвоєно звання генерал-майора. Про акцію було оголошено 9 листопада 2007 року у Варшаві під час церемонії «Пам'ятаємо Катинь — вшануймо пам'ять Героїв».

## Просування по службі
- генерал-лейтенант — 1 травня 1920 затверджений 1 квітня 1920 року
- бригадний генерал — перевірений за вислугою років на 1 червня 1919 року
- генерал-майор посмертно — 5 жовтня 2007 року

## Виноски
1. ↑  Dziennik Rozporządzeń Komisji Wojskowej, 1918, R. 2, nr 2, Warszawa 1918, s. 15.
2. ↑  Dziennik Personalny Ministerstwa Spraw Wojskowych Nr 18 z 15 maja 1920 roku, poz. 504.
3. ↑  Dziennik Personalny Ministerstwa Spraw Wojskowych Nr 27 z 21 lipca 1920 roku, poz. 687.
4. ↑  Dziennik Personalny Ministerstwa Spraw Wojskowych Nr 36 z 10 września 1921 roku, poz. 1776.
5. ↑  Dziennik Personalny Ministerstwa Spraw Wojskowych Nr 5 z 5 lutego 1927 roku, s. 37.
6. ↑  Charków. Księga Cmentarna Polskiego Cmentarza Wojennego. Warszawa 2003, s. 31.
7. ↑  Monitor Polski Nr 85 z 16 listopada 2007, poz. 885